# Міський стадіон (Гостивар)
Міський стадіон Гостівар (мак. Градски стадион Гостивар) — багатоцільовий стадіон у Гостіварі, Північна Македонія. Зараз він використовується в основному для проведення футбольних матчів і є домашнім стадіоном ФК «Гостівар». Стадіон вміщує 1000 осіб.

## Історія
У 2015 році на стадіоні проводилася реконструкція. У 2015 році на стадіоні відкрили нову трибуну.
У червні 2022 року новими власниками ФК «Гостивар» було замінено газон і розпочато будівельні роботи в підтрибунній зоні.

## Галерея

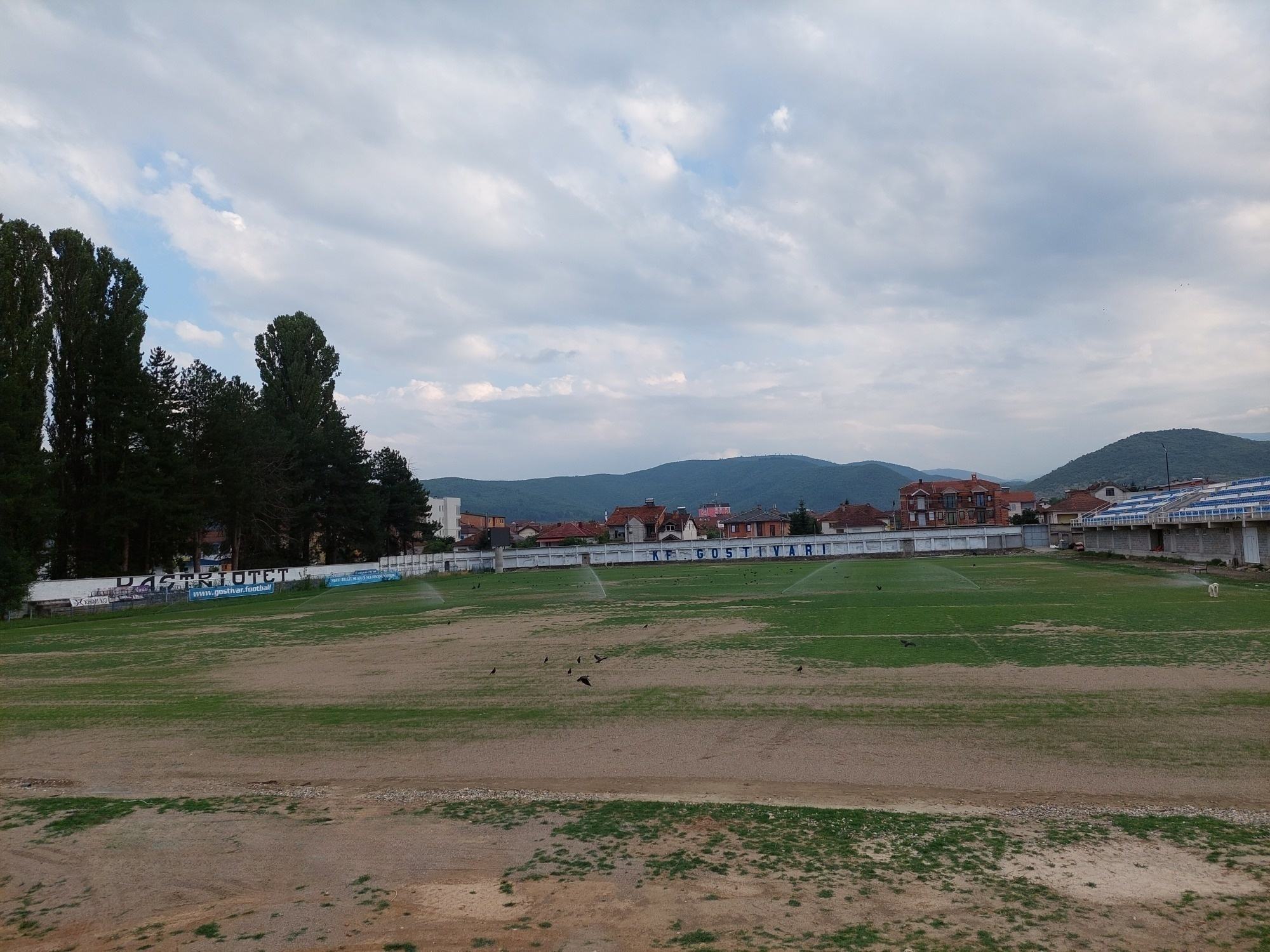
Поле
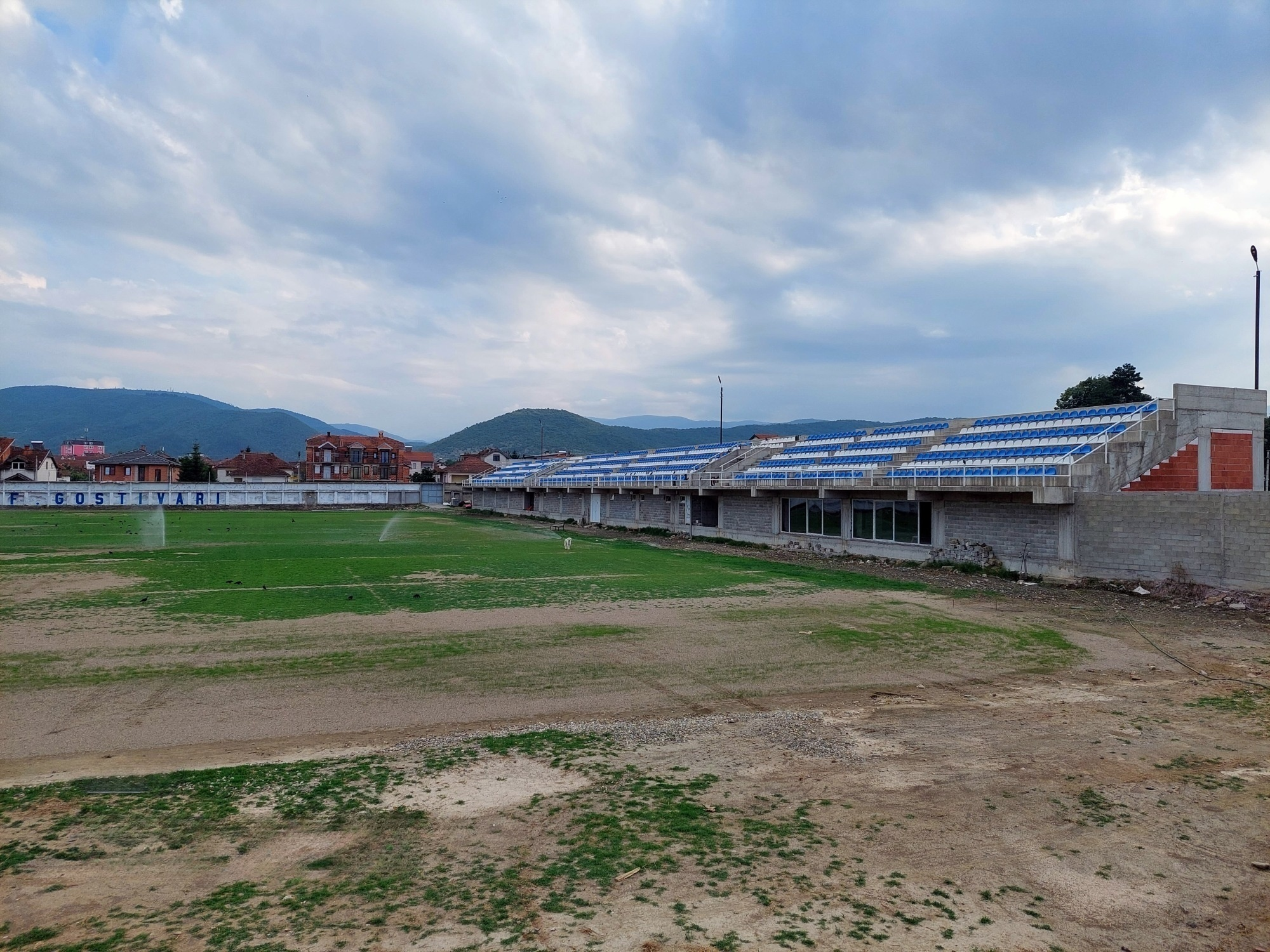
Трибуна
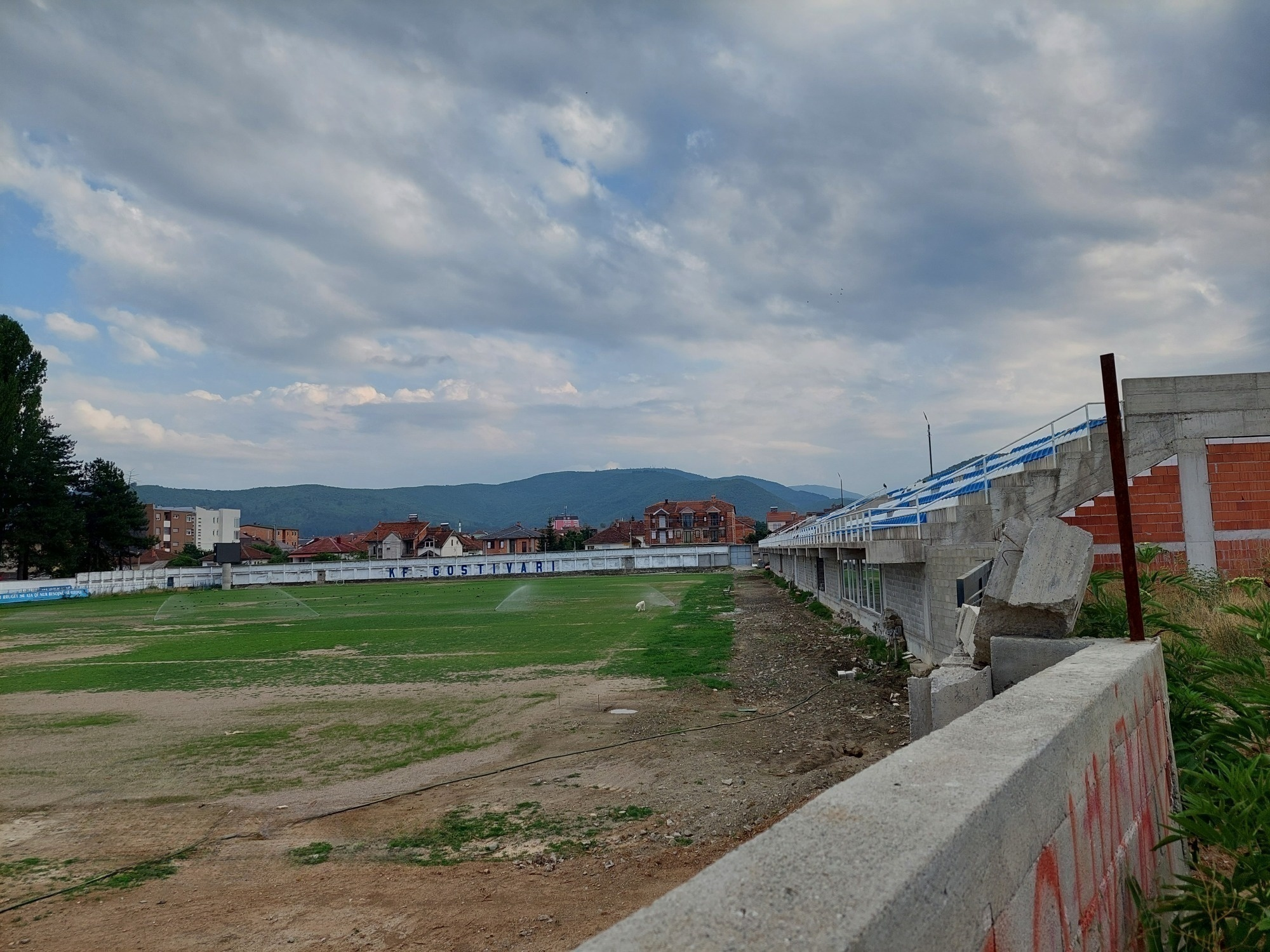
Трибуна
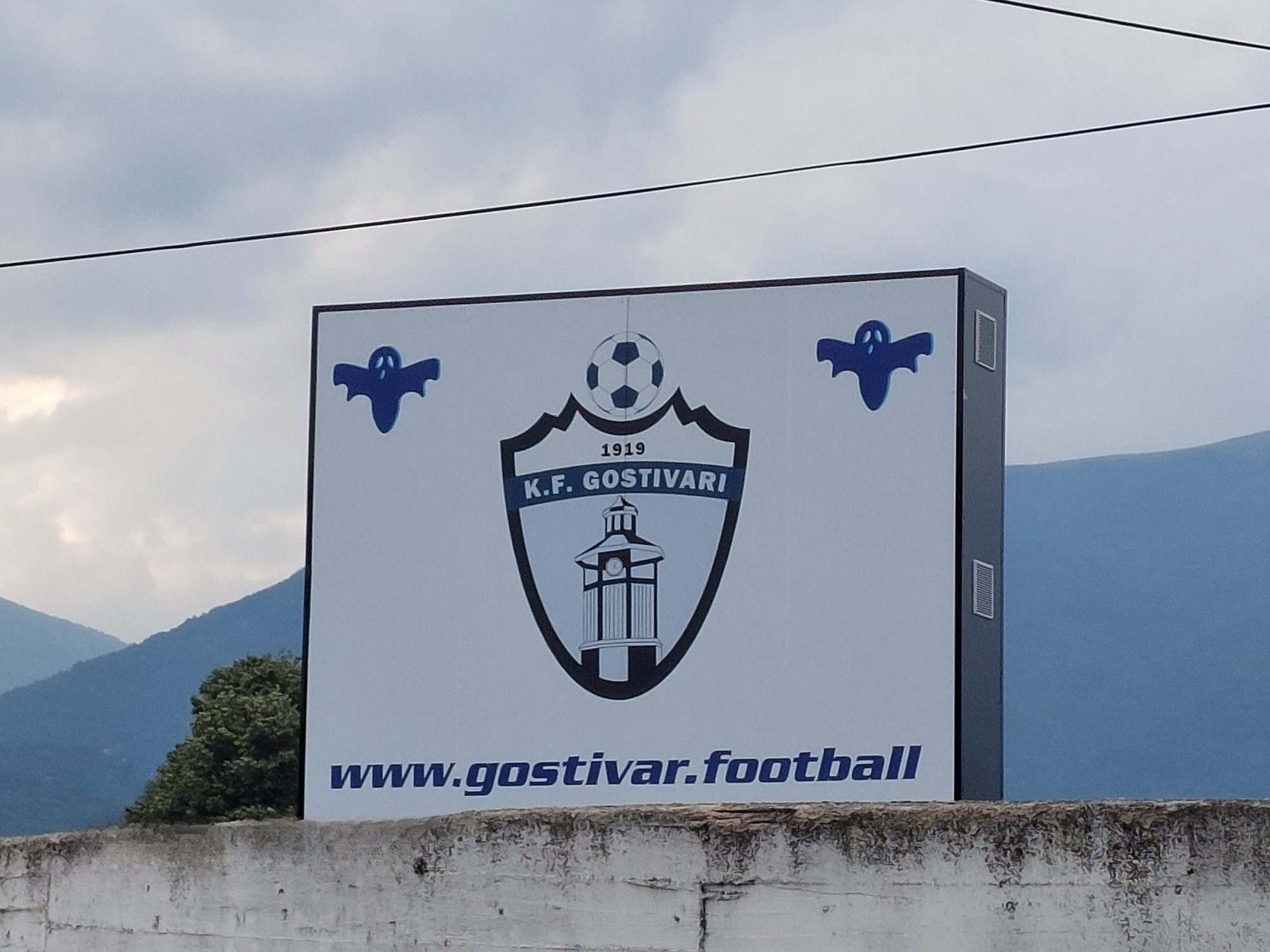
Рекламний щит ФК Гостивар